# Louis-Adolphe Bertillon
Louis-Alphonse Bertillon (Parigi, 1º aprile 1821 – Neuilly-sur-Seine, 28 febbraio 1883) è stato uno statistico, medico e antropologo francese.

## Biografia
Amico di Jules Michelet, Bertillon avviò la carriera medica, prima di dedicarsi esclusivamente alla demografia, per effettuare studi antropologici. Studiò le cause del tasso di mortalità, di cui propose la prima nomenclatura.
Inoltre insegnò alla Scuola di antropologia a Parigi e fu socio della Société d'anthropologie de Paris.
Louis-Adolphe è il padre di Alphonse Bertillon e Jacques Bertillon.

## Opere
- Valeur philosophique de l'hypothèse du transformisme, Masson et fils, 1871
- Les Mouvements de la population dans les divers États d'Europe et notamment en France
- Démographie figurée de la France, 1874
- Dictionnaire des sciences anthropologiques